# Nerv-Theorem
Das Nerv-Theorem ist ein Lehrsatz der Topologie. Er gibt ein „kombinatorisches Modell“ des Homotopietyps topologischer Räume durch guten Überdeckungen zugeordnete Simplizialkomplexe.
Aus dem Nerv-Theorem folgt unmittelbar der Isomorphismus zwischen Čech-Homologie und singulärer Homologie von Mannigfaltigkeiten.

## Nerv einer Überdeckung
Zu einer Überdeckung {\displaystyle X=\bigcup _{i\in I}U_{i}} eines topologischen Raumes {\displaystyle X} durch offene Mengen {\displaystyle U_{i}} definiert man ihren Nerv {\displaystyle N({\mathcal {U}})} als den Simplizialkomplex, dessen Ecken {\displaystyle e_{i}(i\in I)} den offenen Mengen der Überdeckung entsprechen und in dem die Ecken {\displaystyle e_{i_{0}},\ldots ,e_{i_{k}}} genau dann einen {\displaystyle k}-Simplex aufspannen, wenn der Durchschnitt der entsprechenden offenen Mengen nichtleer ist: {\displaystyle U_{i_{0}}\cap \ldots \cap U_{i_{k}}\not =\emptyset }.
Beispiel: Wenn {\displaystyle \vert X\vert } die geometrische Realisierung eines Simplizialkomplexes {\displaystyle X} mit Ecken {\displaystyle e_{i}(i\in I)} und {\displaystyle {\mathcal {U}}} die Überdeckung von {\displaystyle \vert X\vert } durch die offenen Sterne {\displaystyle U_{i}} der Ecken {\displaystyle e_{i}} ist, dann ist {\displaystyle N({\mathcal {U}})\cong X}.

## Nerv-Theorem
Für gute Überdeckungen {\displaystyle {\mathcal {U}}} parakompakter Räume {\displaystyle X} ist die geometrische Realisierung von {\displaystyle N({\mathcal {U}})} homotopie-äquivalent zu {\displaystyle X}.